# Hiraea celiana
Hiraea celiana är en tvåhjärtbladig växtart som beskrevs av W.R. Anderson. Hiraea celiana ingår i släktet Hiraea och familjen Malpighiaceae. Inga underarter finns listade i Catalogue of Life.